# Jászfényszaru
Jászfényszaru  este un oraș în districtul Jászberény, județul Jász-Nagykun-Szolnok, Ungaria, având o populație de 5.724 de locuitori (2011). 

## Demografie
Componența etnică a orașului Jászfényszaru
     Maghiari (90,82%)
     Romi (7,83%)
     Necunoscut (0,42%)
     Alții (0,93%)
Componența confesională a orașului Jászfényszaru
     Romano-catolici (64,31%)
     Fără religie (11,43%)
     Reformați (1,83%)
     Necunoscută (21,63%)
     Alte religii (1,8%)
Conform recensământului din 2011, orașul Jászfényszaru avea 5.724 de locuitori. Din punct de vedere etnic, majoritatea locuitorilor (90,82%) erau maghiari, cu o minoritate de romi (7,83%). Apartenența etnică nu este cunoscută în cazul a 0,42% din locuitori.  Din punct de vedere confesional, majoritatea locuitorilor (64,31%) erau romano-catolici, existând și minorități de persoane fără religie (11,43%) și reformați (1,83%). Pentru 21,63% din locuitori nu este cunoscută apartenența confesională.